# Zanclospora stellata
Zanclospora stellata är en svampart som beskrevs av M. Calduch, Gené & Guarro 2002. Zanclospora stellata ingår i släktet Zanclospora, divisionen sporsäcksvampar och riket svampar.   Inga underarter finns listade i Catalogue of Life.